# بيع المرض
بيع المرض: كيف تُحولنا أكبر شركات الأدوية في العالم إلى مَرضى هو كتاب صدر عام 2005 من تأليف راي موينيهان وآلان كاسيلز حول الرعاية الصحية غير الضرورية.

## الملخص
يناقش العمل ترويج الأمراض. وصف ملخص في في دورية الجمعية الطبية الأمريكية الكتاب على النحو التالي:

## التعليقات
قالت جينيفر باريت في مجلة نيوزويك إن هذا الكتاب كان بمثابة فحص لكيفية تغيير صناعة الأدوية للتصور العام لقضايا الرعاية الصحية. قالت مراجعة للمركز الكندي لبدائل السياسة إن المؤلفين استخدموا مهارات تحقيقية جيدة لتقديم أدلة قوية على ادعاءاتهم. قال مراجع آخر إن الكتاب كان عرضًا صحفيًا مفعمًا بالحيوية للأساليب التي تستخدمها صناعة الأدوية لتوسيع سوق منتجاتها  قال كال مونتغمري في رايغد اداج إن الكتاب عُرض على الجمهور العام دون تدريب خاص. وقالت مراجعة منتدى صحة المستهلكين في أستراليا إن الكتاب قدم أمثلة مقنعة تدعم فكرة أن أعدادًا متزايدة من الناس يتناولون الأدوية دون داع. اقترحت جودي سيجال في المجلة الكندية لدراسات الخطاب والكتابة أن الكتاب كان "مصدرًا رائعًا لتدريس بلاغة العلوم"؛ لقد أشادت بشكل عام بالنهج الصحفي، لكنها أشارت إلى أنه "قد يتساءل المرء عما إذا كان المؤلفون عادلين بما فيه الكفاية في تقاريرهم".

## وثائقي بيع المرض
أُنتج فيلم وثائقي عن كتاب بيع المرض كفيلم مرافق للكتاب. قال أحد المراجعين عن الفيلم: "على الرغم من أن هدفه النقدي واضح في جميع الأنحاء إلا أنه يقدم رواية معقدة".

## الروابط الخارجية
- Official page on Blogger
- Richard Fidler (12 نوفمبر 2012). "Conversations with Richard Fidler - Ray Moynihan". ABC Online. مؤرشف من الأصل في 2014-09-07. اطلع عليه بتاريخ 2013-08-21. - a radio interview